# Sint-Petrus-en-Pauluskerk (Meteren)
De Sint-Petrus-en-Pauluskerk (Frans: Église Saint-Pierre-et-Paul) is de parochiekerk van de gemeente Meteren in het Franse Noorderdepartement.

## Geschiedenis
Er bestond een hallenkerk met westtoren van 1550. Deze kerk had een fraai kerkmeubilair, vooral 18e-eeuws in Lodewijk XV-stijl en Lodewijk XVI-stijl.
De kerk werd meermaals sterk beschadigd, zoals tijdens de Beeldenstorm (1566) en de Franse Revolutie, toen in 1793 de inventaris werd verbrand. In 1914 werd de kerk door de Duitsers als veldhospitaal in gebruik genomen en in 1916 werd de toren opgeblazen. Tijdens het Lenteoffensief werd de kerk, samen met het gehele dorp, verwoest.
Sindsdien moesten de gelovigen zich met een noodkerk behelpen.
In 1923 werd de eerste steen voor een nieuwe kerk gelegd welke in 1927 werd ingezegend.

## Gebouw
De huidige kerk is in baksteen uitgevoerd en in neobyzantijnse stijl. De voorgebouwde toren is 53 meter hoog en lijkt, met de vier hoektorentjes, enigszins op een belfort.